# 兰州大学站
兰州大学站是一个位于中华人民共和国甘肃省兰州市城关区东岗西路街道与渭源路街道交界东岗西路与天水中路交叉口地下，属于兰州轨道交通1号线的地铁车站，于2019年6月23日开通。

## 车站结构
兰州大学站沿东岗西路设置，为地下两层单柱双跨岛式站台车站，车站长314.02米，标准段宽20.7米，车站地下一层为站厅层，地下二层为站台层。车站东侧设置一条单渡线。
| 地面              | 出入口 | A-D出入口                                                                                                   |
| 地下一层          | 站厅   | 客服中心、自动售票机、验票机                                                                                |
| 地下二层          | 站台层 | \| \| \| █ 1号线往陈官营（东方红广场） \| \| 島式 · 開左邊车门 \| \| \| \| \| \| █ 1号线往东岗（五里铺） \| |
|                   |        | █ 1号线往陈官营（东方红广场）                                                                               |
| 島式 · 開左邊车门 |        | |
|                   |        | █ 1号线往东岗（五里铺）                                                                                     |

## 车站出口
兰州大学站共设4个出口，各出口及周围设施如下所示：
| 编号                | 建议前往的目的地 | 照片 | 无障碍设施 |
| ------------------- | ---------------- | ---- | ---------- |
| A · 出口            | 天水中路东侧     |      | 不適用     |
| B · 出口            | 天水中路西侧     |      | 不適用     |
| C · 出口            | 天水南路西侧     |      | 不適用     |
| D · 出口 · （设有） | 天水南路东侧     |      |            |
| 图例： 设有         |                  |      |            |

## 接驳交通

### 公交车
- 兰州大学：1路、10路、16路、106路、110路、131路、K131路
- 盘旋路西口：1路、4路、58路、75路、81路、109路、115路、116路、117路、130路、138路、153路、Q75路
- 盘旋路东口：4路、58路、75路、117路、128路

## 车站历史
本站建设时期工程名为盘旋路站，开通前正式命名为兰州大学站。
- 2015年12月8日，车站主体结构封顶[5]。
- 2019年6月23日，车站随1号线一期工程通车开通[1]。